# Ophrysia
Ophrysia is een geslacht van vogels uit de familie fazantachtigen (Phasianidae). De enige soort in dit geslacht is waarschijnlijk uitgestorven.

## Soorten
- Ophrysia superciliosa – Himalayakwartel